# 船帆座o
船帆座o，又名CP-52 1583，HD 74195、SAO 236164、HR 3447，是船帆座的一颗恒星，视星等为3.62，位于銀經270.25，銀緯-6.8，其B1900.0坐标为赤經8h 37m 25.6s，赤緯-52° -6.8′ 0″。